# 22 mars-rörelsen

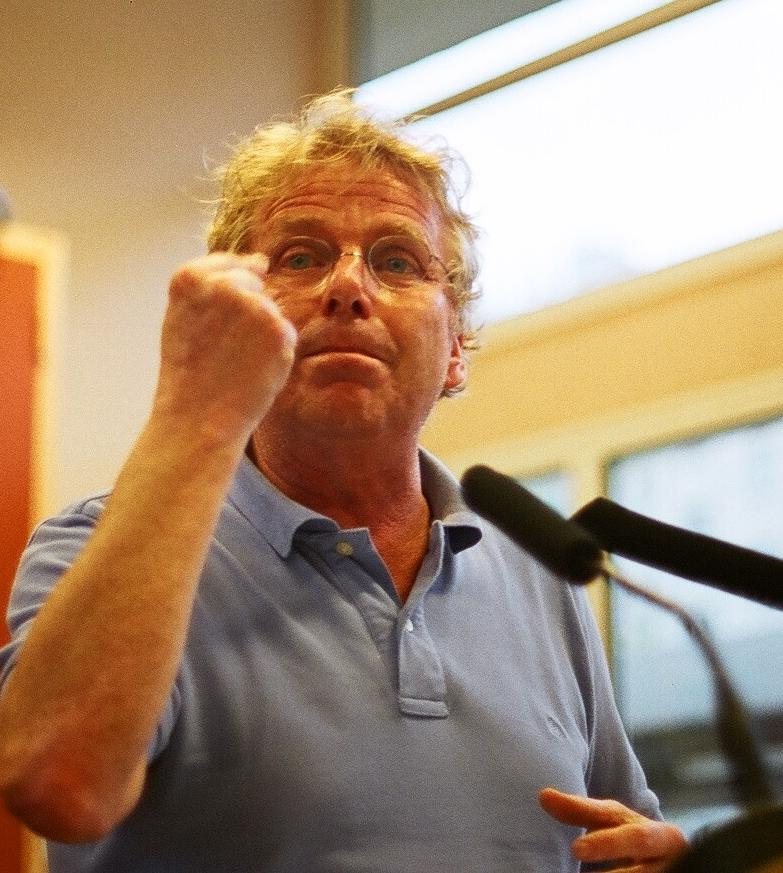
Daniel Cohn-Bendit, 2005.

22 mars-rörelsen bildades av bland annat Daniel Cohn-Bendit den 22 mars under studentrevolten 1968 i Paris och den spelade en aktiv roll i revoltens utveckling.
Rörelsen ligger i fokus i Robert Merle's roman Derrière la vitre från 1970, publicerad med titeln Behind the Glass i USA 1972.